# بوفالو (وایومینگ)
بوفالو(به انگلیسی: Buffalo) شهری در ایالت وایومینگ کشور ایالات متحده آمریکا است که جمعیت آن در سرشماری سال ۲۰۱۰ میلادی، ۴٬۵۸۵ نفر بوده‌است.